# Hoya bifunda
Hoya bifunda är en oleanderväxtart. Hoya bifunda ingår i släktet Hoya och familjen oleanderväxter.

## Underarter
Arten delas in i följande underarter:
- H. b. bifunda
- H. b. integra